# MGME1
MGME1 (англ. Mitochondrial genome maintenance exonuclease 1) – білок, який кодується однойменним геном, розташованим у людей на короткому плечі 20-ї хромосоми. Довжина поліпептидного ланцюга білка становить 344 амінокислот, а молекулярна маса — 39 421.
| 10         |  | 20         |  | 30         |  | 40         |  | 50         |
| ---------- |  | ---------- |  | ---------- |  | ---------- |  | ---------- |
| MKMKLFQTIC |  | RQLRSSKFSV |  | ESAALVAFST |  | SSYSCGRKKK |  | VNPYEEVDQE |
| KYSNLVQSVL |  | SSRGVAQTPG |  | SVEEDALLCG |  | PVSKHKLPNQ |  | GEDRRVPQNW |
| FPIFNPERSD |  | KPNASDPSVP |  | LKIPLQRNVI |  | PSVTRVLQQT |  | MTKQQVFLLE |
| RWKQRMILEL |  | GEDGFKEYTS |  | NVFLQGKRFH |  | EALESILSPQ |  | ETLKERDENL |
| LKSGYIESVQ |  | HILKDVSGVR |  | ALESAVQHET |  | LNYIGLLDCV |  | AEYQGKLCVI |
| DWKTSEKPKP |  | FIQSTFDNPL |  | QVVAYMGAMN |  | HDTNYSFQVQ |  | CGLIVVAYKD |
| GSPAHPHFMD |  | AELCSQYWTK |  | WLLRLEEYTE |  | KKKNQNIQKP |  | EYSE       |

A: Аланін

C: Цистеїн

D: Аспарагінова кислота

E: Глутамінова кислота

F: Фенілаланін

G: Гліцин

H: Гістидин

I: Ізолейцин

K: Лізин

L: Лейцин

M: Метіонін

N: Аспарагін

P: Пролін

Q: Глутамін

R: Аргінін

S: Серин

T: Треонін

V: Валін

W: Триптофан

Кодований геном білок за функціями належить до гідролаз, екзонуклеаз, нуклеаз, фосфопротеїнів. 
Задіяний у таких біологічних процесах, як пошкодження ДНК, репарація ДНК. 
Локалізований у мітохондрії.